# Hajime Eto
Hajime Eto (født 21. april 1973) er en tidligere japansk fodboldspiller og træner.
Han har tidligere trænet AC Nagano Parceiro.